# Pjesmarica Đure Vejkovića
Pjesmarica Đure Vejkovića je hrvatska crkvena pjesmarica za liturgijsku glazbu. Spada u bisere hrvatskog duhovnog nasljeđa. Zbirka je objavljena prvi put 1807. i drugi put 1816. godine. U zbirci su zabilježene hrvatske božićne popijevke Veselje ti navješćujem, Rodio se Bog i čovjek, Kada zvijezda divna i dr.